# Anão de jardim

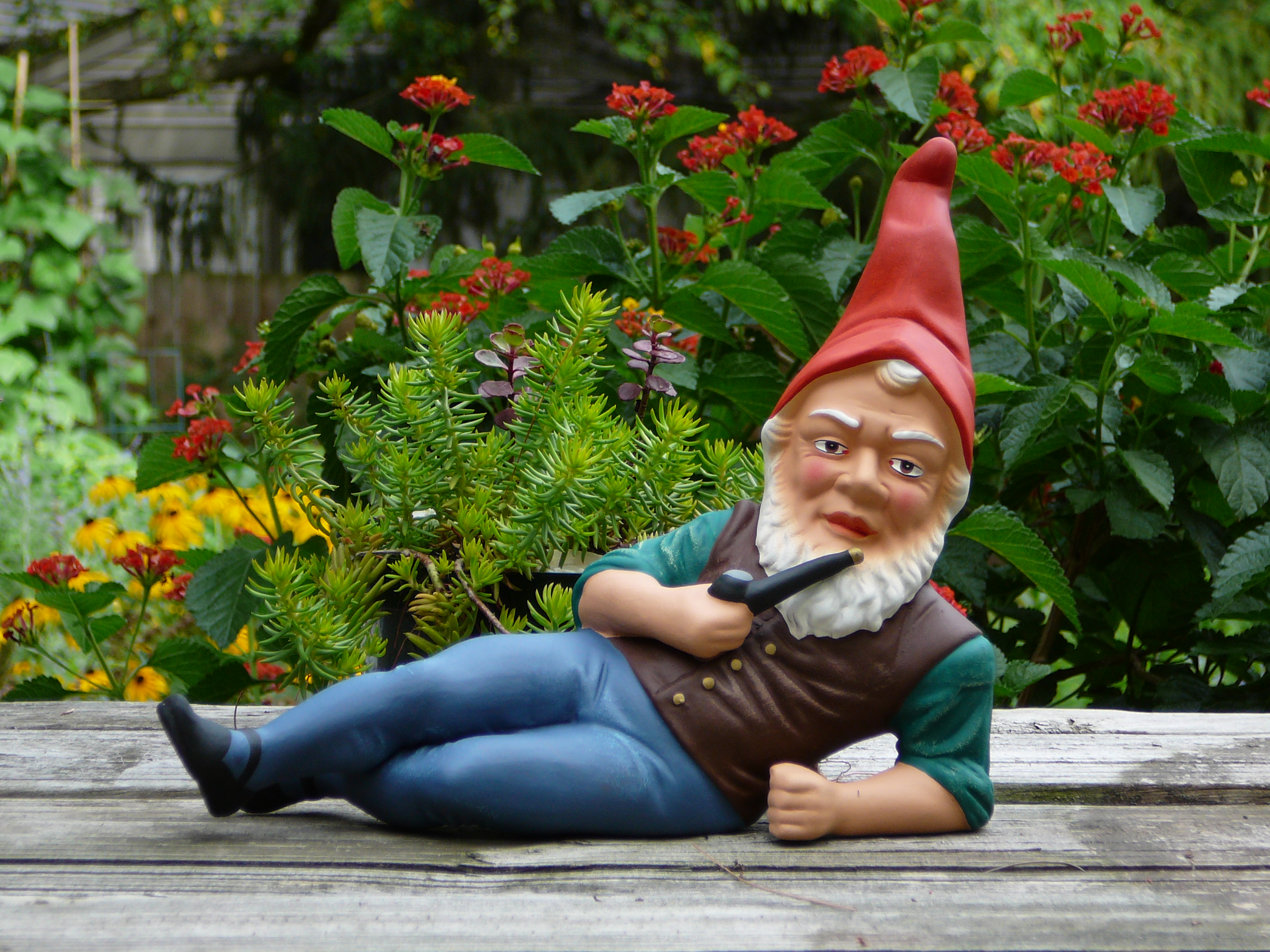
Gnomo de jardim

Anão de jardim (em alemão: Gartenzwerge; em inglês: garden gnome) é um tipo de decoração de jardim representando pequenas criaturas humanoides conhecidas como gnomos.Tradicionalmente, as figuras representam anões usando chapéus vermelhos pontudos, isto é, barretes. Tipicamente esses anões têm altura entre 30 a 60 centímetros.

## Anões

### História
Na Roma antiga, pequenas estátuas de pedra representando a divindade greco-romana da fertilidade, Príapo, também o protetor do solo, frequentemente eram colocadas nos jardins romanos. Os anões (aqui também entendidos como gnomos) como criaturas mágicas foram descritos pela primeira vez no Renascimento pelo alquimista suíço Paracelso como "figuras diminutas [com] duas medidas de altura que não gostavam de se misturar aos humanos". Durante esse período, "grotescos" de pedra, que eram berrantemente pintados, com aproximadamente um metro de altura, eram frequentemente colocados nos jardins das famílias abastadas. Entre as figuras representadas estavam gobbi (o termo italiano para corcundas). Em particular, Jacques Callot produziu 21 versões de gobbi em 1616. 

### Antes do século XX
No início do século XVIII, estátuas no formato de anões, feitas de madeira ou de porcelana começaram a se tornar objetos decorativos comuns nas casas. A região em torno da cidade suíça de Brienz ficou conhecida pela produção dos anões de madeira. Na Alemanha, por sua vez, estas figuras passaram a ser associadas com as histórias tradicionais folclóricas dos anões que ajudavam nas minas ou na agricultura. A empresa de Dresden, Baehr und Maresch já produzia figuras em cerâmica por volta de 1841, e embora isto seja discutível, alguns creditam à Baehr und Maresch a criação dos primeiros anões de jardim (em alemão:  Gartenzwerge).

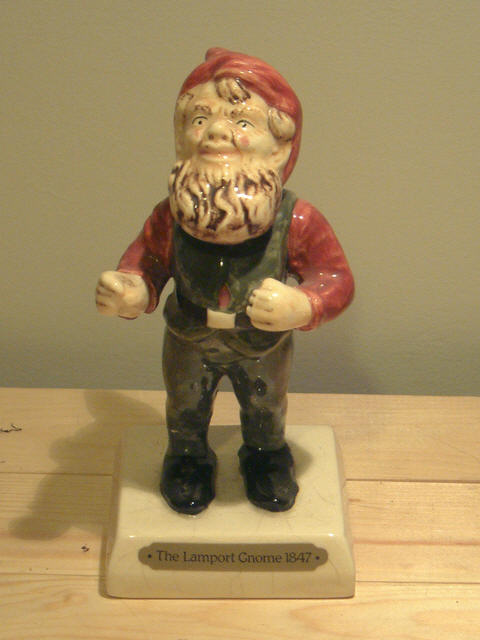
Réplica de Lampy, o anão de jardim trazido ao Reino Unido por Charles Isham em 1847, feito em terracota na Alemanha. O original está em exposição no Lamport Hall.

Em menos de 10 anos, anões começaram a se espalhar nas províncias da Saxônia e da Turíngia  e em outras regiões da Alemanha, assim como pela França e em 1847, Sir Charles Isham, trouxe 21 anões de terracota fabricados na Alemanha por Philip Griebel ao Reino Unido, onde foram denominados "gnomos" em inglês e colocados nos jardins da casa de Isham, Lamport Hall em Northamptonshire. Apelidado "Lampy", o único anão sobrevivente do grupo original, está em exposição em Lamport Hall e foi segurado em um milhão de libras esterlinas.
A fabricação de anões de jardim espalhou-se pela Alemanha, com muitos fabricantes, de grande e de pequeno porte entrando e saindo do negócio, cada um seu design particular. De 1860 em diante, muitas estátuas foram feitas em Gräfenroda, uma localidade na Turíngia famosa por sua produção em cerâmica.
Os anões de jardim espalharam-se pela Europa na década de 1840, tornando-se muito populares na França e no Reino Unido. O termo em inglês "garden gnome" pode ter se originado de "Gnomen-Figuren", usado nos catálogos alemães originais.

### SéculoXX
A reputação dos anões de jardim alemães declinou após a Primeira Guerra Mundial, mas viveu nova ressurgência na década de 1930 após a animação da Disney, Branca de Neve e os Sete Anões, quando pessoas da classe trabalhadora tiveram mais acesso à aquisição desse tipo de decoração. Tom Major-Ball, pai do primeiro-ministro britânico John Major, foi um dos mais conhecidos produtores de seu tempo, através da companhia Major's Garden Ornaments. A Segunda Guerra Mundial e os primeiros anos do pós-guerra foram difíceis para essa indústria, com muitos dos fabricantes deixando o negócio.
Os anões de jardim viram uma ressurgência em sua popularidade na década de 1970, com a criação de figuras calcadas no humor. Na década de 1990, os "anões viajantes" e as "pegadinhas" com anões, tomaram o noticiário por vezes, quando se furtava anões do jardim de desconhecidos e depois se mandava a essas pessoas fotos do anão, antes de retorná-los ao lugar de origem. Os descendentes de Philip Griebel ainda fabricam anões de jardim na Alemanha. Em 2008, havia estimados 25 milhões de anões de jardim nesse país.

## Produção
Os anões de jardim são tipicamente do sexo masculino, muitas vezes com barba, geralmente usam barretes frígios na cor vermelha e não raro estão com cachimbos. Geralmente são mostrados em atividades relacionadas ao lazer, tais como a pesca e o cochilo.
Os anões geralmente são feitos de argila úmida despejada em moldes. Quando assentada, o excesso é retirado do miolo, deixando uma concha. O anão é retirado do molde quando o material está firme, deixado para secar e em seguida colocado no forno para endurecer. Quando esfria, vem o processo de pintura. Anões de jardim mais contemporâneos também podem ser feitos em resina e de materiais similares.

## Na cultura popular

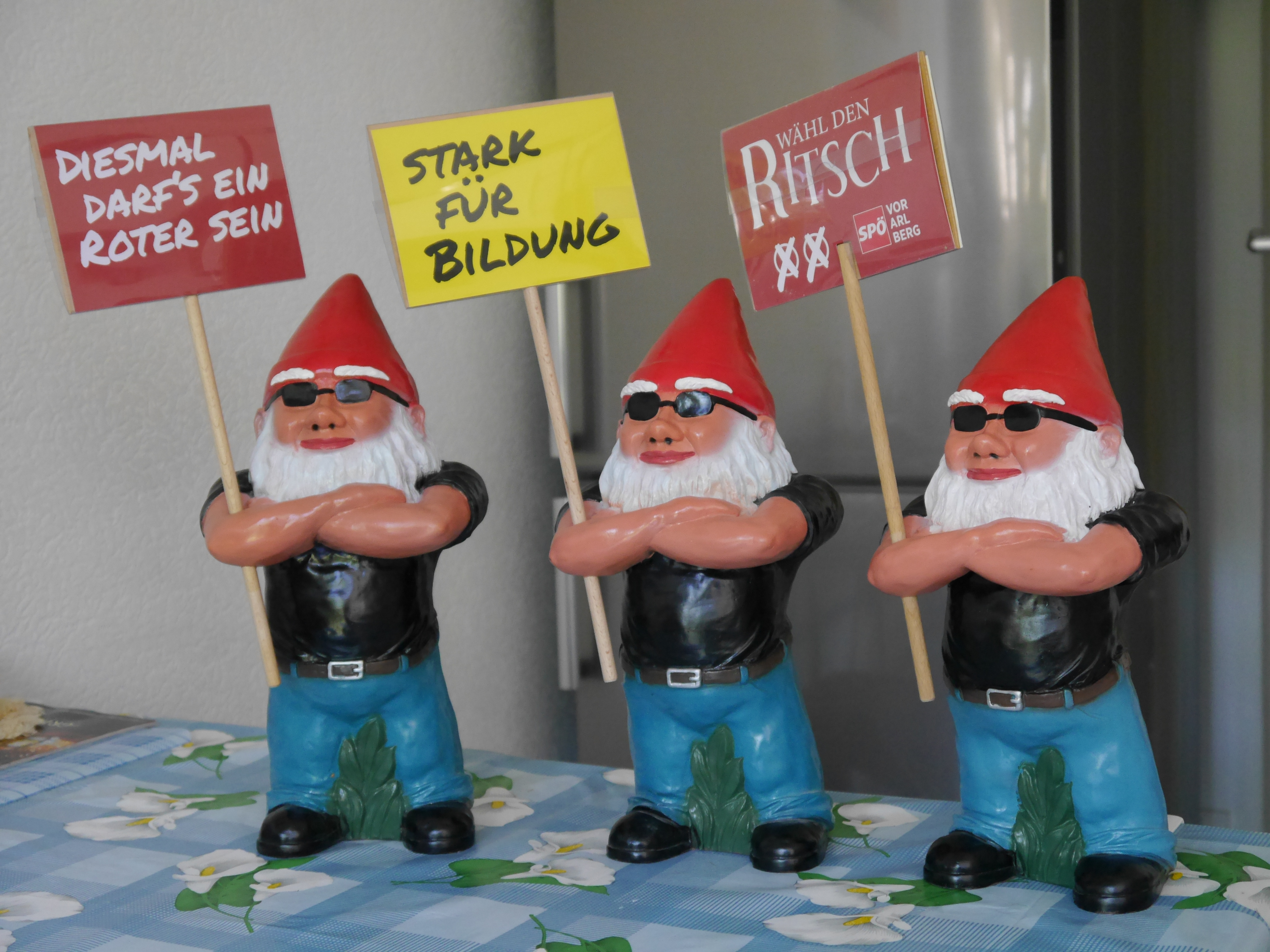
Anões com postura cool.

Os anões tornaram-se tema controverso no meio dos aficionados pela jardinagem no Reino Unido e por certo tempo foram proibidos na prestigiosa Exposição de Flores de Chelsea, uma vez que organizadores disseram que as figuras desvalorizavam o design dos jardins. Os entusiastas dos anões acusaram os organizadores de esnobismo, considerando que os anões de jardim são populares nos jardins da classe trabalhadora e em domicílios dos subúrbios. A proibição foi retirada em 2013 para marcar o centenário da exposição.

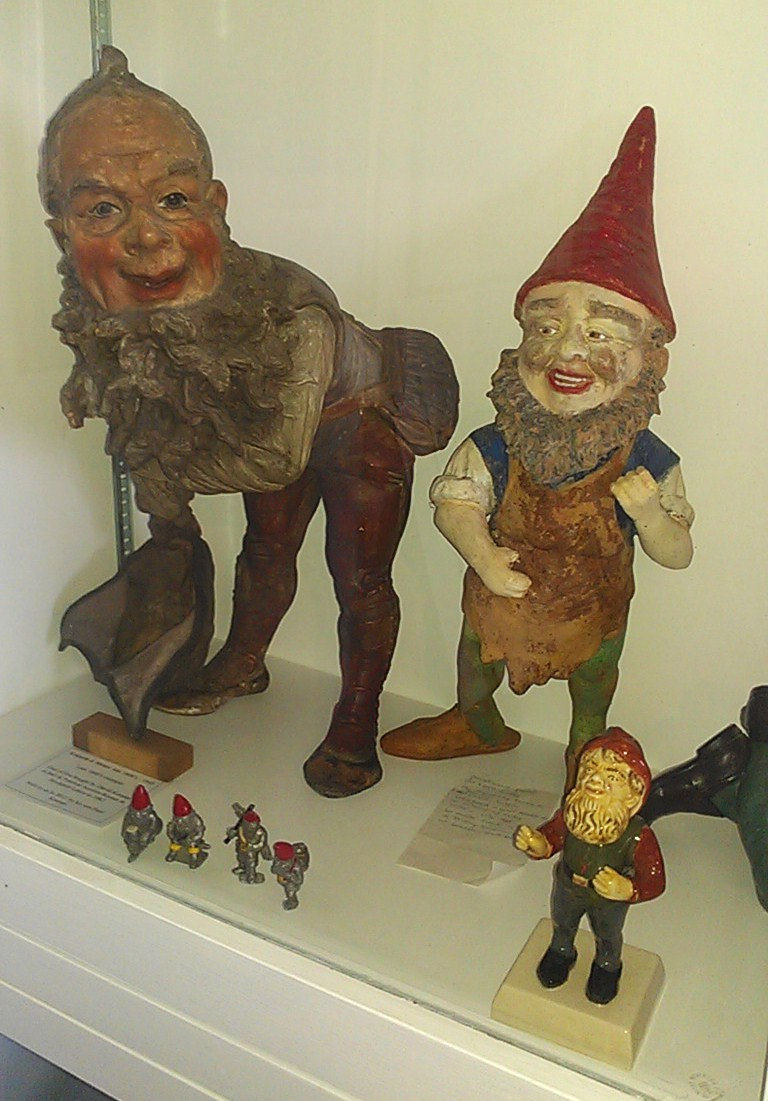
Anões históricos
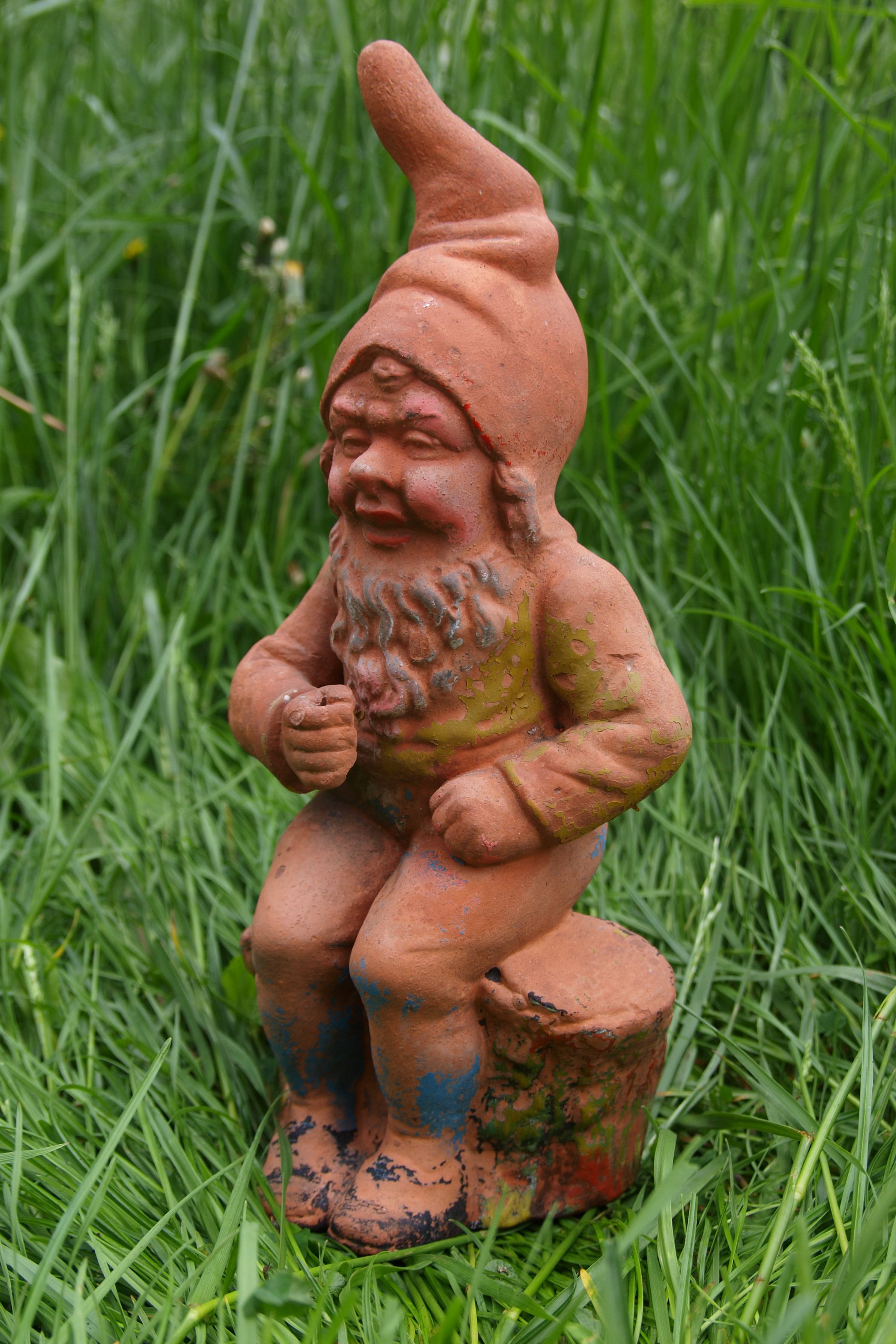
Tradicional anão de jardim alemão
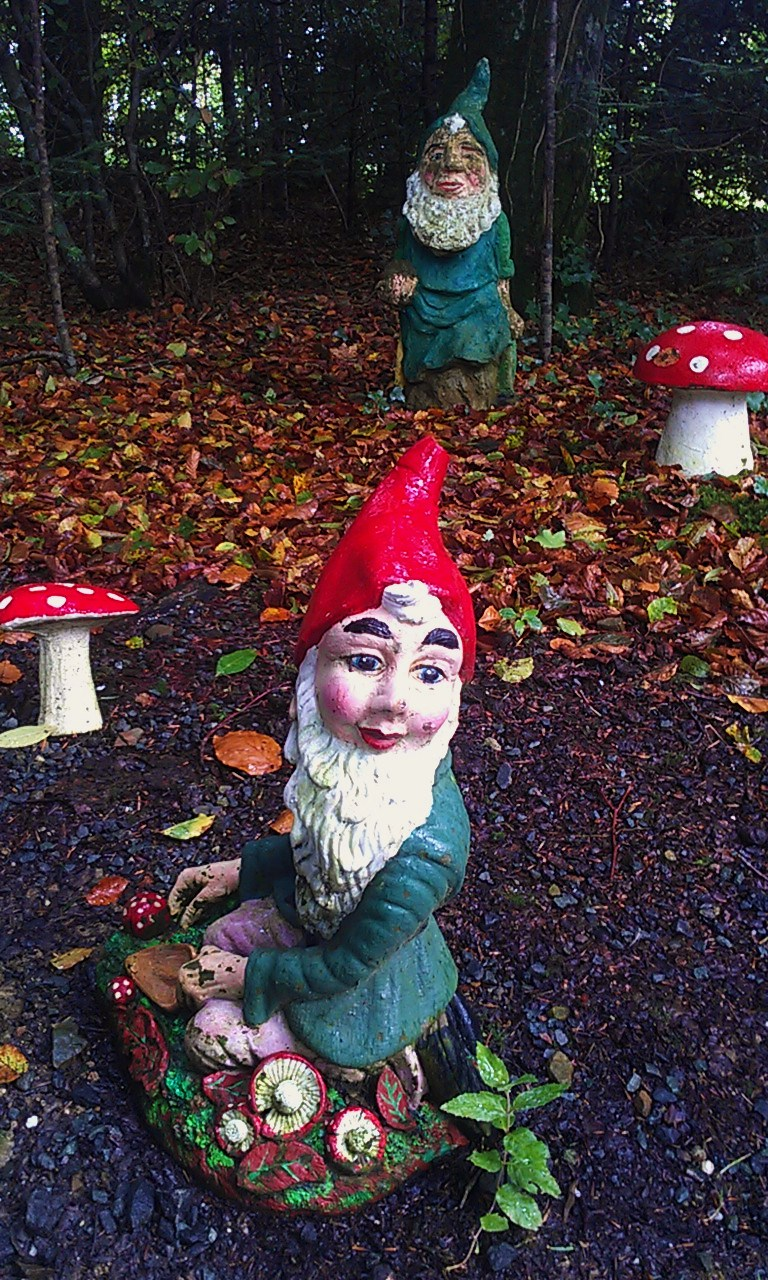
Anão no Gnome Reserve, em Devon, Reino Unido
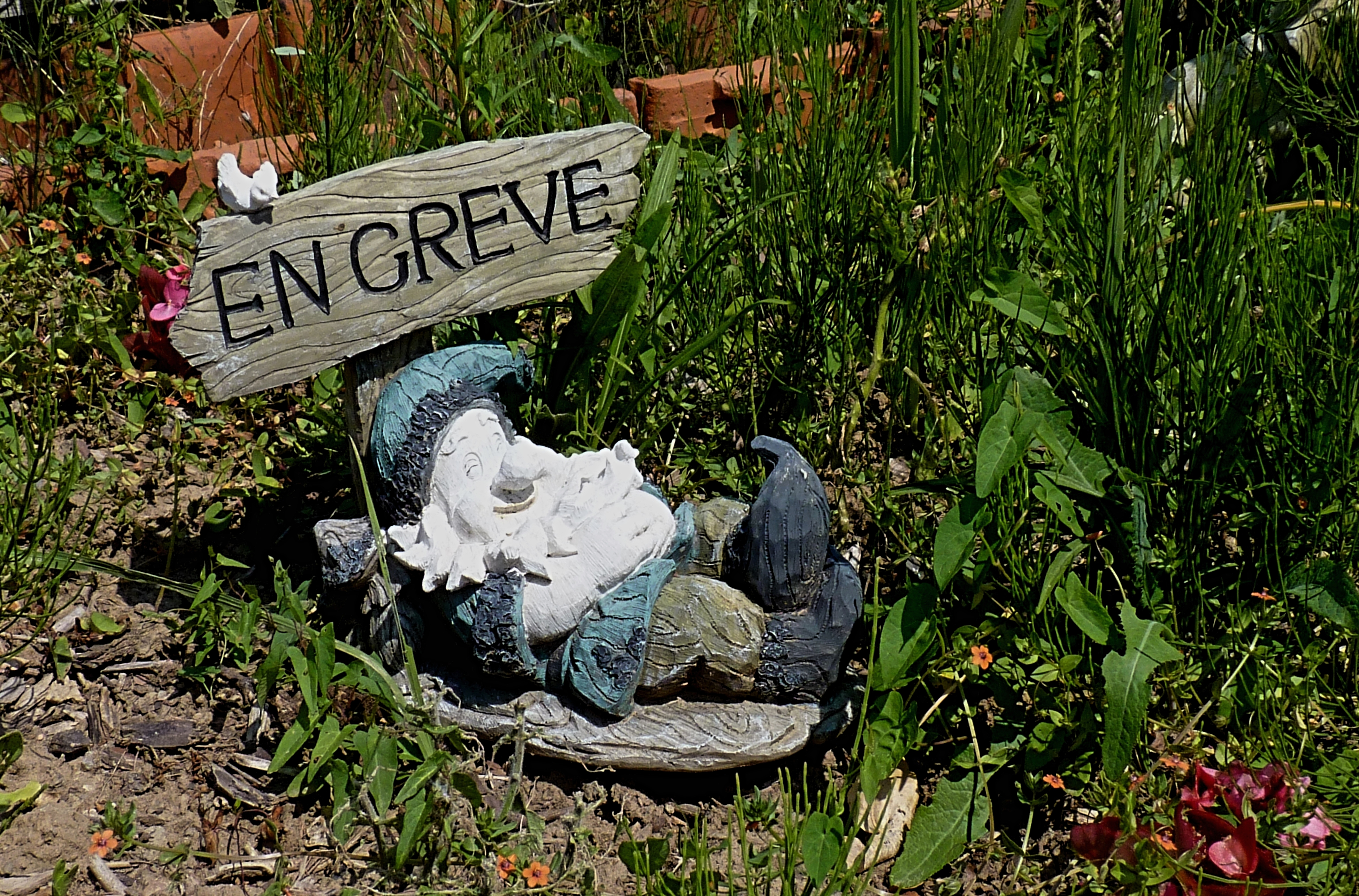
Tradicional anão cinza (com a inscrição "em greve" em francês)